# Anzio
Anzio település Olaszországban, Lazio régióban, Róma megyében. Lakosainak száma 58 949 fő (2023. január 1.). Anzio Aprilia, Ardea és Nettuno községekkel határos.

## Népesség
A település népességének változása:
| Lakosok száma | 54 164 | 54 710 | 60 455 | 52 381 | 58 949 |
|               | 2016   | 2018   | 2019   | 2020   | 2023   |